# Constantin Frommann
Constantin Frommann, né le 27 mai 1998 à Sasbach en Allemagne, est un footballeur allemand évoluant au poste de gardien gauche.

## Biographie

### En équipe nationale
Avec les moins de 17 ans, il participe au championnat d'Europe des moins de 17 ans en 2015. Lors de cette compétition, il officie comme gardien titulaire et joue six matchs. L'Allemagne s'incline en finale face à l'équipe de France.
Il dispute ensuite quelques mois plus tard la Coupe du monde des moins de 17 ans organisée au Chili. Lors du mondial junior, il joue quatre matchs. L'Allemagne s'incline en huitièmes de finale face à la Croatie.

## Palmarès

### En sélections
- Finaliste du Championnat d'Europe des moins de 17 ans en 2015.